# 違約金
违约赔偿金又稱違約金，是指双方当事人在订立合同时約定的赔偿金额，違約方在发生具体违约行为（如迟延履约、提前解約）後要向對方支付一定金額作为补偿。